# 翘距根节兰
翘距根节兰（学名：Calanthe aristullifera）为兰科节兰属下的一个种。

## 扩展阅读
- 維基物種上的相關：翘距根节兰